# Verwaltungsgliederung der Oblast Smolensk
Die Oblast Smolensk im Föderationskreis Zentralrussland der Russischen Föderation gliedert sich in 25 Rajons und 2 Stadtkreise. Den Rajons sind insgesamt 25 Stadt- und 298 Landgemeinden unterstellt (Stand: 2010).

## Stadtkreise
| [ 1 ] | Stadtkreis | Einwohner | Fläche (km²) | Bevölkerungs- dichte (Ew./km²) | Stadt- bevölkerung | Land- bevölkerung | Anzahl städtischer Siedlungen | Anzahl ländlicher Siedlungen |
| ----- | ---------- | --------- | ------------ | ------------------------------ | ------------------ | ----------------- | ----------------------------- | ---------------------------- |
| I     | Desnogorsk | 31.070    | 42           | 740                            | 31.063             | 7                 | 1                             | 1                            |
| II    | Smolensk   | 314.469   | 166          | 1890                           | 314.469            | –                 | 1                             | –                            |

## Rajons

Rajons in der Oblast Smolensk, durchnummeriert

| [ 1 ] | Rajon              | Einwohner | Fläche (km²) | Bevölkerungs- dichte (Ew./km²) | Stadt- bevölkerung | Land- bevölkerung | Verwaltungssitz    | Weitere Orte      | Anzahl Stadt- gemeinden | Anzahl Land- gemeinden |
| ----- | ------------------ | --------- | ------------ | ------------------------------ | ------------------ | ----------------- | ------------------ | ----------------- | ----------------------- | ---------------------- |
| 22    | Chislawitschi      | 9.913     | 1161         | 8,5                            | 4.325              | 5.588             | Chislawitschi      |                   | 1                       | 11                     |
| 23    | Cholm-Schirkowski  | 10.943    | 2033         | 5,4                            | 3.470              | 7.473             | Cholm-Schirkowski  |                   | 1                       | 14                     |
| 5     | Demidow            | 14.932    | 2512         | 5,9                            | 9.654              | 5.278             | Demidow            | Prschewalskoje    | 2                       | 15                     |
| 6     | Dorogobusch        | 29.082    | 1772         | 16,4                           | 24.302             | 4.780             | Dorogobusch        | Werchnedneprowski | 2                       | 12                     |
| 7     | Duchowschtschina   | 16.495    | 2610         | 6,3                            | 9.966              | 6.529             | Duchowschtschina   | Osjorny           | 2                       | 6                      |
| 3     | Gagarin            | 40.631    | 2904         | 14,0                           | 25.774             | 14.857            | Gagarin            |                   | 1                       | 15                     |
| 4     | Glinka             | 4.974     | 1223         | 4,1                            | –                  | 4.974             | Glinka             |                   | –                       | 6                      |
| 25    | Jarzewo            | 56.908    | 1619         | 35,2                           | 48.829             | 8.079             | Jarzewo            |                   | 1                       | 11                     |
| 8     | Jelnja             | 14.769    | 1808         | 8,2                            | 9.910              | 4.859             | Jelnja             |                   | 1                       | 10                     |
| 9     | Jerschitschi       | 7.657     | 1039         | 7,4                            | –                  | 7.657             | Jerschitschi       |                   | –                       | 9                      |
| 10    | Kardymowo          | 11.310    | 1095         | 10,3                           | 4.534              | 6.776             | Kardymowo          |                   | 1                       | 8                      |
| 11    | Krasny             | 13.700    | 1508         | 9,1                            | 4.515              | 9.185             | Krasny             |                   | 1                       | 12                     |
| 12    | Monastyrschtschina | 11.043    | 1514         | 7,3                            | 3.921              | 7.122             | Monastyrschtschina |                   | 1                       | 9                      |
| 13    | Nowodugino         | 10.411    | 1935         | 5,4                            | –                  | 10.411            | Nowodugino         |                   | –                       | 6                      |
| 14    | Potschinok         | 33.751    | 2381         | 14,2                           | 8.975              | 24.776            | Potschinok         |                   | 1                       | 16                     |
| 15    | Roslawl            | 74.476    | 3000         | 24,8                           | 53.678             | 20.798            | Roslawl            |                   | 1                       | 21                     |
| 16    | Rudnja             | 24.551    | 2111         | 11,6                           | 12.991             | 11.560            | Rudnja             | Golynki           | 2                       | 8                      |
| 17    | Safonowo           | 58.871    | 2258         | 26,1                           | 45.312             | 13.559            | Safonowo           | Isdeschkowo       | 2                       | 16                     |
| 24    | Schumjatschi       | 11.413    | 1368         | 8,3                            | 4.387              | 7.026             | Schumjatschi       |                   | 1                       | 7                      |
| 18    | Smolensk           | 45.081    | 2895         | 15,6                           | –                  | 45.081            | Smolensk           |                   | –                       | 19                     |
| 19    | Sytschowka         | 13.405    | 1791         | 7,5                            | 7.512              | 5.893             | Sytschowka         |                   | 1                       | 11                     |
| 20    | Tjomkino           | 6.258     | 1324         | 4,7                            | –                  | 6.258             | Tjomkino           |                   | –                       | 10                     |
| 21    | Ugra               | 9.599     | 2900         | 3,3                            | 4.510              | 5.089             | Ugra               |                   | 1                       | 16                     |
| 1     | Welisch            | 12.217    | 1473         | 8,3                            | 7.326              | 4.891             | Welisch            |                   | 1                       | 8                      |
| 2     | Wjasma             | 78.057    | 3353         | 23,3                           | 54.645             | 23.412            | Wjasma             |                   | 1                       | 22                     |

Anmerkungen:
1. 1 2  Nummer des Rajons/Stadtkreises in der Karte (in alphabetischer Reihenfolge der Namen im Russischen)
2. 1 2  Einwohnerzahlen vom 1. Januar 2010 (Berechnung)
3. ↑  Siedlungen städtischen Typs bzw. Stadtgemeinden
4. ↑  Stadt gehört nicht zum Rajon, sondern bildet eigenständigen Stadtkreis; Einwohnerzahl der Stadt nicht bei der Berechnung der Bevölkerungsdichte berücksichtigt